# Copa Federació 2015 - Grup Mundial
La Copa Federació 2015, coneguda oficialment com a Fed Cup by BNP Paribas 2015, correspon a la 53a edició de la Copa Federació de tennis, la competició nacional de tennis més important en categoria femenina. El Grup Mundial és el nivell més alt d'aquest competició i els equips participants es disputen el títol.

## Equips
| Txèquia (1) | Alemanya (2) | Itàlia (3)   | Rússia (4) |
| Austràlia   | Canadà       | Estats Units | Polònia    |
| ----------- | ------------ | ------------ | ---------- |

## Quadre
|  | Primera ronda 7 - 8 de febrer             | Primera ronda 7 - 8 de febrer         | Primera ronda 7 - 8 de febrer |                                          |           | Semifinals 18 - 19 d'abril | Semifinals 18 - 19 d'abril             | Semifinals 18 - 19 d'abril |   |  | Final 14 - 15 de novembre | Final 14 - 15 de novembre | Final 14 - 15 de novembre |
|  |                                           |                                       |                               |                                          |           |                            |                                        |                            |   |  |                           |                           |                           |
|  | Ciutat del Quebec, Canadà (dura interior) |                                       |                               |                                          |           |                            |                                        |                            |   |  |                           |                           |                           |
|  | 1                                         | Txèquia                               | 4                             |                                          |           |                            |                                        |                            |   |  |                           |                           |                           |
|  | 1                                         | Txèquia                               | 4                             | Ostrava, República Txeca (dura interior) |           |                            |                                        |                            |   |  |                           |                           |                           |
|  |                                           | Canadà                                | 0                             |                                          |           |                            |                                        |                            |   |  |                           |                           |                           |
|  |                                           | Canadà                                | 0                             | 1                                        | Txèquia   | 3                          |                                        |                            |   |  |                           |                           |                           |
|  | Gènova, Itàlia (terra batuda interior)    |                                       |                               | 1                                        | Txèquia   | 3                          |                                        |                            |   |  |                           |                           |                           |
|  |                                           |                                       | França                        | 1                                        |           |                            |                                        |                            |   |  |                           |                           |                           |
|  | 3                                         | Itàlia                                | França                        | 1                                        | 2         |                            |                                        |                            |   |  |                           |                           |                           |
|  | 3                                         | Itàlia                                |                               |                                          | 2         |                            | Praga, República Txeca (dura interior) |                            |   |  |                           |                           |                           |
|  |                                           | França                                | 3                             |                                          |           |                            |                                        |                            |   |  |                           |                           |                           |
|  |                                           |                                       |                               |                                          |           |                            | 1                                      | Txèquia                    | 3 |  |                           |                           |                           |
|  | Cracòvia, Polònia (dura interior)         |                                       |                               |                                          |           |                            | 1                                      | Txèquia                    | 3 |  |                           |                           |                           |
|  |                                           | 4                                     | Rússia                        | 2                                        |           |                            |                                        |                            |   |  |                           |                           |                           |
|  |                                           | 4                                     | Rússia                        | 2                                        | Polònia   | 0                          |                                        |                            |   |  |                           |                           |                           |
|  |                                           | Sotxi, Rússia (terra batuda interior) |                               |                                          | Polònia   | 0                          |                                        |                            |   |  |                           |                           |                           |
|  | 4                                         | Rússia                                | 4                             |                                          |           |                            |                                        |                            |   |  |                           |                           |                           |
|  | 4                                         | Rússia                                | 4                             |                                          | 4         | Rússia                     | 3                                      |                            |   |  |                           |                           |                           |
|  | Stuttgart, Alemanya (dura interior)       |                                       |                               |                                          | 4         | Rússia                     | 3                                      |                            |   |  |                           |                           |                           |
|  |                                           | 2                                     | Alemanya                      | 2                                        |           |                            |                                        |                            |   |  |                           |                           |                           |
|  |                                           | 2                                     | Alemanya                      | 2                                        | Austràlia | 4                          |                                        |                            |   |  |                           |                           |                           |
|  |                                           |                                       |                               |                                          | Austràlia | 4                          |                                        |                            |   |  |                           |                           |                           |
|  | 2                                         | Alemanya                              | 1                             |                                          |           |                            |                                        |                            |   |  |                           |                           |                           |

## Primera ronda

### Canadà vs. República Txeca
| · Canadà · 0 | PEPS, Ciutat del Quebec, Canadà 7 - 8 de febrer de 2015 Dura interior | PEPS, Ciutat del Quebec, Canadà 7 - 8 de febrer de 2015 Dura interior   | · República Txeca · 4 |      |   |             |
| \| \| [1] \| \| 1 \| 2 \| 3 \| \| \| - \| ------------------------ \| ----------------------------------------------------------------------- \| --- \| ---- \| - \| ----------- \| \| 1 \| Canadà · República Txeca \| Francoise Abanda Karolina Pliskova \| 2 6 \| 4 6 \| \| \| \| 2 \| Canadà · República Txeca \| Gabriela Dabrowski Tereza Smitkova \| 1 6 \| 2 6 \| \| \| \| 3 \| Canadà · República Txeca \| Gabriela Dabrowski Karolina Pliskova \| 4 6 \| 2 6 \| \| \| \| 4 \| Canadà · República Txeca \| Francoise Abanda Tereza Smitkova \| \| \| \| No disputat \| \| 5 \| Canadà · República Txeca \| Francoise Abanda / Gabriela Dabrowski Denisa Allertova / Lucie Hradecka \| 1 6 \| 6² 7 \| \| \| |                                                                       |                                                                         |                       |      |   |             |
| | [ 1 ]                                                                 |                                                                         | 1                     | 2    | 3 |             |
| 1 | Canadà · República Txeca                                              | Francoise Abanda Karolina Pliskova                                      | 2 6                   | 4 6  |   |             |
| 2 | Canadà · República Txeca                                              | Gabriela Dabrowski Tereza Smitkova                                      | 1 6                   | 2 6  |   |             |
| 3 | Canadà · República Txeca                                              | Gabriela Dabrowski Karolina Pliskova                                    | 4 6                   | 2 6  |   |             |
| 4 | Canadà · República Txeca                                              | Francoise Abanda Tereza Smitkova                                        |                       |      |   | No disputat |
| 5 | Canadà · República Txeca                                              | Francoise Abanda / Gabriela Dabrowski Denisa Allertova / Lucie Hradecka | 1 6                   | 6² 7 |   |             |

### Itàlia vs. França
| · Itàlia · 2 | 105 Stadium, Gènova, Itàlia 7 - 8 de febrer de 2015 Terra batuda interior | 105 Stadium, Gènova, Itàlia 7 - 8 de febrer de 2015 Terra batuda interior | · França · 3 |     |     |  |
| \| \| [2] \| \| 1 \| 2 \| 3 \| \| \| - \| --------------- \| ----------------------------------------------------------------- \| ---- \| --- \| --- \| \| \| 1 \| Itàlia · França \| Sara Errani Caroline Garcia \| 7 6² \| 7 5 \| \| \| \| 2 \| Itàlia · França \| Camila Giorgi Alizé Cornet \| 6 4 \| 6 2 \| \| \| \| 3 \| Itàlia · França \| Sara Errani Kristina Mladenovic \| 4 6 \| 3 6 \| \| \| \| 4 \| Itàlia · França \| Camila Giorgi Caroline Garcia \| 6 4 \| 0 6 \| 2 6 \| \| \| 5 \| Itàlia · França \| Sara Errani / Roberta Vinci Kristina Mladenovic / Caroline Garcia \| 1 6 \| 2 6 \| \| \| |                                                                           |                                                                           |              |     |     |  |
| | [ 2 ]                                                                     |                                                                           | 1            | 2   | 3   |  |
| 1 | Itàlia · França                                                           | Sara Errani Caroline Garcia                                               | 7 6²         | 7 5 |     |  |
| 2 | Itàlia · França                                                           | Camila Giorgi Alizé Cornet                                                | 6 4          | 6 2 |     |  |
| 3 | Itàlia · França                                                           | Sara Errani Kristina Mladenovic                                           | 4 6          | 3 6 |     |  |
| 4 | Itàlia · França                                                           | Camila Giorgi Caroline Garcia                                             | 6 4          | 0 6 | 2 6 |  |
| 5 | Itàlia · França                                                           | Sara Errani / Roberta Vinci Kristina Mladenovic / Caroline Garcia         | 1 6          | 2 6 |     |  |

### Polònia vs. Rússia
| · Polònia · 0 | Krakow Arena, Cracòvia, Polònia 7 - 8 de febrer de 2015 Dura interior | Krakow Arena, Cracòvia, Polònia 7 - 8 de febrer de 2015 Dura interior                 | · Rússia · 4 |     |     |             |
| \| \| [3] \| \| 1 \| 2 \| 3 \| \| \| - \| ---------------- \| ------------------------------------------------------------------------------------- \| --- \| --- \| --- \| ----------- \| \| 1 \| Polònia · Rússia \| Agnieszka Radwańska Svetlana Kuznetsova \| 4 6 \| 6 2 \| 2 6 \| \| \| 2 \| Polònia · Rússia \| Urszula Radwańska Maria Xaràpova \| 0 6 \| 3 6 \| \| \| \| 3 \| Polònia · Rússia \| Agnieszka Radwańska Maria Xaràpova \| 1 6 \| 5 7 \| \| \| \| 4 \| Polònia · Rússia \| Urszula Radwańska Svetlana Kuznetsova \| \| \| \| No disputat \| \| 5 \| Polònia · Rússia \| Klaudia Jans-Ignacik / Alicja Rosolska Vitalia Diatchenko / Anastassia Pavliutxénkova \| 4 6 \| 4 6 \| \| \| |                                                                       |                                                                                       |              |     |     |             |
| | [ 3 ]                                                                 |                                                                                       | 1            | 2   | 3   |             |
| 1 | Polònia · Rússia                                                      | Agnieszka Radwańska Svetlana Kuznetsova                                               | 4 6          | 6 2 | 2 6 |             |
| 2 | Polònia · Rússia                                                      | Urszula Radwańska Maria Xaràpova                                                      | 0 6          | 3 6 |     |             |
| 3 | Polònia · Rússia                                                      | Agnieszka Radwańska Maria Xaràpova                                                    | 1 6          | 5 7 |     |             |
| 4 | Polònia · Rússia                                                      | Urszula Radwańska Svetlana Kuznetsova                                                 |              |     |     | No disputat |
| 5 | Polònia · Rússia                                                      | Klaudia Jans-Ignacik / Alicja Rosolska Vitalia Diatchenko / Anastassia Pavliutxénkova | 4 6          | 4 6 |     |             |

### Alemanya vs. Austràlia
| · Alemanya · 4 | Porsche Arena, Stuttgart, Alemanya 7 - 8 de febrer de 2015 Dura interior | Porsche Arena, Stuttgart, Alemanya 7 - 8 de febrer de 2015 Dura interior | · Austràlia · 1 |      |          |  |
| \| \| [4] \| \| 1 \| 2 \| 3 \| \| \| - \| -------------------- \| --------------------------------------------------------------- \| ---- \| ---- \| -------- \| \| \| 1 \| Alemanya · Austràlia \| Angelique Kerber Jarmila Gajdosova \| 6 4 \| 2 6 \| 4 6 \| \| \| 2 \| Alemanya · Austràlia \| Andrea Petkovic Samantha Stosur \| 6 4 \| 3 6 \| 12 10 \| \| \| 3 \| Alemanya · Austràlia \| Angelique Kerber Samantha Stosur \| 6 2 \| 6 4 \| \| \| \| 4 \| Alemanya · Austràlia \| Andrea Petkovic Jarmila Gajdosova \| 6 3 \| 3 6 \| 8 6 \| \| \| 5 \| Alemanya · Austràlia \| Julia Görges / Sabine Lisicki Casey Dellacqua / Samantha Stosur \| 6² 7 \| 7 67 \| [10] [6] \| \| |                                                                          |                                                                          |                 |      |          |  |
| | [ 4 ]                                                                    |                                                                          | 1               | 2    | 3        |  |
| 1 | Alemanya · Austràlia                                                     | Angelique Kerber Jarmila Gajdosova                                       | 6 4             | 2 6  | 4 6      |  |
| 2 | Alemanya · Austràlia                                                     | Andrea Petkovic Samantha Stosur                                          | 6 4             | 3 6  | 12 10    |  |
| 3 | Alemanya · Austràlia                                                     | Angelique Kerber Samantha Stosur                                         | 6 2             | 6 4  |          |  |
| 4 | Alemanya · Austràlia                                                     | Andrea Petkovic Jarmila Gajdosova                                        | 6 3             | 3 6  | 8 6      |  |
| 5 | Alemanya · Austràlia                                                     | Julia Görges / Sabine Lisicki Casey Dellacqua / Samantha Stosur          | 6² 7            | 7 67 | [10] [6] |  |

## Semifinals

### República Txeca vs. França
| · República Txeca · 3 | Cez Arena, Ostrava, República Txeca 18 - 19 d'abril de 2015 Dura interior | Cez Arena, Ostrava, República Txeca 18 - 19 d'abril de 2015 Dura interior            | · França · 1 |      |          |             |
| \| \| [5] \| \| 1 \| 2 \| 3 \| \| \| - \| ------------------------ \| ------------------------------------------------------------------------------------ \| --- \| ---- \| -------- \| ----------- \| \| 1 \| República Txeca · França \| Lucie Šafářová Caroline Garcia \| 4 6 \| 7 6¹ \| 6 1 \| \| \| 2 \| República Txeca · França \| Petra Kvitová Kristina Mladenovic \| 6 3 \| 6 4 \| \| \| \| 3 \| República Txeca · França \| Petra Kvitová Caroline Garcia \| 6 4 \| 6 4 \| \| \| \| 4 \| República Txeca · França \| Lucie Šafářová Kristina Mladenovic \| \| \| \| no disputat \| \| 5 \| República Txeca · França \| Lucie Šafářová / Barbora Záhlavová-Strýcová Kristina Mladenovic / Pauline Parmentier \| 6 0 \| 3 6 \| [8] [10] \| \| |                                                                           |                                                                                      |              |      |          |             |
| | [ 5 ]                                                                     |                                                                                      | 1            | 2    | 3        |             |
| 1 | República Txeca · França                                                  | Lucie Šafářová Caroline Garcia                                                       | 4 6          | 7 6¹ | 6 1      |             |
| 2 | República Txeca · França                                                  | Petra Kvitová Kristina Mladenovic                                                    | 6 3          | 6 4  |          |             |
| 3 | República Txeca · França                                                  | Petra Kvitová Caroline Garcia                                                        | 6 4          | 6 4  |          |             |
| 4 | República Txeca · França                                                  | Lucie Šafářová Kristina Mladenovic                                                   |              |      |          | no disputat |
| 5 | República Txeca · França                                                  | Lucie Šafářová / Barbora Záhlavová-Strýcová Kristina Mladenovic / Pauline Parmentier | 6 0          | 3 6  | [8] [10] |             |

### Rússia vs. Alemanya
| · Rússia · 3 | Adler Arena, Sotxi, Rússia 18 - 19 d'abril de 2015 Terra batuda interior | Adler Arena, Sotxi, Rússia 18 - 19 d'abril de 2015 Terra batuda interior    | · Alemanya · 2 |      |     |  |
| \| \| [6] \| \| 1 \| 2 \| 3 \| \| \| - \| ----------------- \| --------------------------------------------------------------------------- \| --- \| ---- \| --- \| \| \| 1 \| Rússia · Alemanya \| Svetlana Kuznetsova Julia Görges \| 6 4 \| 6 4 \| \| \| \| 2 \| Rússia · Alemanya \| Anastassia Pavliutxénkova Sabine Lisicki \| 4 6 \| 7 64 \| 6 3 \| \| \| 3 \| Rússia · Alemanya \| Svetlana Kuznetsova Andrea Petkovic \| 2 6 \| 1 6 \| \| \| \| 4 \| Rússia · Alemanya \| Anastassia Pavliutxénkova Angelique Kerber \| 1 \| 0 6 \| 6 \| \| \| 5 \| Rússia · Alemanya \| Anastassia Pavliutxénkova / Ielena Vesninà Sabine Lisicki / Andrea Petkovic \| 6 2 \| 6 3 \| \| \| |                                                                          |                                                                             |                |      |     |  |
| | [ 6 ]                                                                    |                                                                             | 1              | 2    | 3   |  |
| 1 | Rússia · Alemanya                                                        | Svetlana Kuznetsova Julia Görges                                            | 6 4            | 6 4  |     |  |
| 2 | Rússia · Alemanya                                                        | Anastassia Pavliutxénkova Sabine Lisicki                                    | 4 6            | 7 64 | 6 3 |  |
| 3 | Rússia · Alemanya                                                        | Svetlana Kuznetsova Andrea Petkovic                                         | 2 6            | 1 6  |     |  |
| 4 | Rússia · Alemanya                                                        | Anastassia Pavliutxénkova Angelique Kerber                                  | 1              | 0 6  | 6   |  |
| 5 | Rússia · Alemanya                                                        | Anastassia Pavliutxénkova / Ielena Vesninà Sabine Lisicki / Andrea Petkovic | 6 2            | 6 3  |     |  |

## Final
| · República Txeca · 3 | O2 Arena, Praga, República Txeca 14 - 15 de novembre de 2015 Dura interior | O2 Arena, Praga, República Txeca 14 - 15 de novembre de 2015 Dura interior      | · Rússia · 2 |     |     |  |
| \| \| [7] \| \| 1 \| 2 \| 3 \| \| \| - \| ------------------------ \| ------------------------------------------------------------------------------- \| --- \| --- \| --- \| \| \| 1 \| República Txeca · Rússia \| Petra Kvitová Anastassia Pavliutxénkova \| 2 6 \| 6 1 \| 6 1 \| \| \| 2 \| República Txeca · Rússia \| Karolína Plíšková Maria Xaràpova \| 3 6 \| 4 6 \| \| \| \| 3 \| República Txeca · Rússia \| Petra Kvitová Maria Xaràpova \| 6 3 \| 4 6 \| 2 6 \| \| \| 4 \| República Txeca · Rússia \| Karolína Plíšková Anastassia Pavliutxénkova \| 6 3 \| 6 4 \| \| \| \| 5 \| República Txeca · Rússia \| Karolína Plíšková / Barbora Strýcová Anastassia Pavliutxénkova / Ielena Vesninà \| 4 6 \| 6 3 \| 6 2 \| \| |                                                                            |                                                                                 |              |     |     |  |
| | [ 7 ]                                                                      |                                                                                 | 1            | 2   | 3   |  |
| 1 | República Txeca · Rússia                                                   | Petra Kvitová Anastassia Pavliutxénkova                                         | 2 6          | 6 1 | 6 1 |  |
| 2 | República Txeca · Rússia                                                   | Karolína Plíšková Maria Xaràpova                                                | 3 6          | 4 6 |     |  |
| 3 | República Txeca · Rússia                                                   | Petra Kvitová Maria Xaràpova                                                    | 6 3          | 4 6 | 2 6 |  |
| 4 | República Txeca · Rússia                                                   | Karolína Plíšková Anastassia Pavliutxénkova                                     | 6 3          | 6 4 |     |  |
| 5 | República Txeca · Rússia                                                   | Karolína Plíšková / Barbora Strýcová Anastassia Pavliutxénkova / Ielena Vesninà | 4 6          | 6 3 | 6 2 |  |